# Cardiotarsus vitellinus
Cardiotarsus vitellinus là một loài bọ cánh cứng trong họ Elateridae. Loài này được Klug miêu tả khoa học năm 1833.